# Doodie Bloomfield
David Donald « Doodie » Bloomfield, né le 8 août 1918, à Montréal, au Canada et décédé le 14 novembre 1950, est un ancien joueur canadien de basket-ball.